# انجیر پرده‌ای
انجیر پرده‌ای (نام علمی: Ficus microcarpa) نام یک گونه از سرده انجیر است.